# Xestiodion pictipes
Xestiodion pictipes är en skalbaggsart som först beskrevs av Edward Newman 1838.
Xestiodion pictipes ingår i släktet Xestiodion och familjen långhorningar. Inga underarter finns listade i Catalogue of Life.